# Izvoru, Olt
Izvoru sau Gârbova este un sat în comuna Găneasa din județul Olt, Oltenia, România. Satul Izvoru este situat într-o poziție izolată la aproximativ 10 km distanță față de municipiul Slatina, având o suprafață restrânsă și o populație de cca. 850 de locuitori.
Teritoriul satului Izvoru și al comunei Găneasa are relief de câmpie, comuna fiind străbătută de pârâurile Oltișor și Corneș.
Legătura cu reședința județului este asigurată prin drumul european E94. Cea mai apropiată stație de cale ferată este halta Găneasa.
Celelalte sate care fac parte din comuna Găneasa sunt: Drănovatu, Grădiștea și Oltișoru. Agricultura dispune de o suprafață de 4340 ha din care suprafață arabilă 3700 ha, restul de 640 ha pășuni, fânețe naturale, vii și livezi. 
Satul Izvoru este menționat pe 18 aprilie 1533 în documentul prin care Vlad Vintilă dăruiește mănăstirii Cutlumuș de la Athos.
La 15 aprilie 1612 are loc prima atestare documentară a satului Izvor, jud. Romanați
Atestat documentar încå din 1612, satul Izvoru a existat ca și teritoriu chiar din timpul romanilor, fiind populat mai întâi cu fugari din neamul Miuleștilor, descendenți ai lui „Miu-Haiducul”, constituind mai întâi comuna Dranovătu, fiind mult mai târziu component al comunei Găneasa. Numele satului Izvoru vine de la izvoarele ce se află în prezent la marginea de est a satului.